# Mark Newlands
Mark Newlands is een Australische hardcore- en breakcore-dj onder de naam Mark N en tevens oprichter van Bloody Fist en Nasenbluten.
Newlands staat vooral bekend om zijn afwisseling op hoog tempo tussen hardcore en breakcore en zijn scratchen. Hij draaide onder andere op feesten in Nederland zoals:
- Masters of Hardcore
- Raving Nightmare
- Ground Zero Festival
- Fuckparade
- Bloody Fist Records party's in 1996
- Hardshock Festival 2013 en 2014

- MusicBrainz: e35eca29-7c53-4135-82f0-0c7e9c5b5db7